# Hannoverse voetbalbond
De Hannoverse voetbalbond (Duits: Verband Hannoverscher Ballspiel-Vereine) was een regionale voetbalbond uit de Noord-Duitse stad Hannover. 

## Geschiedenis
De bond werd op 1 juli 1903 opgericht door de clubs ARBV Hannover, FC Hannover 96, FC Eintracht 1898 Hannover, FV Hannovera 1898, FV Germania 02 Hannover, SC 1902 Hannover en SV Niedersachsen 1903 Hannover. Later sloten ook SV Kleetblatt 1896 Hannover en BV Hannover, dat in 1905 zou opgaan in Hannovera 1898, zich bij de bond aan.
In tegenstelling tot in Hamburg, waar de voetbalbond van Hamburg-Altona al in 1894 werd opgericht, was er minder interesse in het voetbal in Hannover omdat daar de sport rugby vrij populair was.
In 1903/04 werd een eerste kampioenschap gespeeld, al namen niet alle teams die de bond opgericht hadden hieraan deel. De volgende jaren kwamen er meerdere klassen. 
In september 1906 werd de bond opgeheven en ging deze op in de Noord-Duitse voetbalbond. 

## Overzicht kampioenen
- Seizoen 1903/04:
  - 1. Klasse: ARBV 1898 Hannover

- Seizoen 1904/05:
  - 1. Klasse: FC Hannover 96
  - 2. Klasse: FC Hannover 96 II
  - 3. Klasse: FC Hannover 96 III

- Seizoen 1905/06:
  - 1. Klasse: FC Hannover 96
  - 2. Klasse: onbekend
  - 3. Klasse: onbekend
  - 4. Klasse: onbekend